# Vita (Gigi D'Alessio)
Vita è un brano musicale del cantautore italiano Gigi D'Alessio, pubblicato il 21 maggio 2010 dalla Sony Music.

## Descrizione
Il brano anticipa l'EP Semplicemente sei ed è dedicato ad Andrea, figlio del cantante e di Anna Tatangelo:

## Tracce
Testi e musiche di Gigi D'Alessio.
1. Vita – 3:40